# Paurotarsus ruficornis
Paurotarsus ruficornis är en insektsart som först beskrevs av Walker, F. 1871.  Paurotarsus ruficornis ingår i släktet Paurotarsus och familjen torngräshoppor. Inga underarter finns listade i Catalogue of Life.